# (18653) Christagünt
(18653) Christagünt, désignation internationale (18653) Christagunt, est un astéroïde de la ceinture principale.

## Description
(18653) Christagunt est un astéroïde de la ceinture principale. Il fut découvert le 28 mars 1998 à Heppenheim par l'observatoire de Starkenburg. Il présente une orbite caractérisée par un demi-grand axe de 2,39 UA, une excentricité de 0,17 et une inclinaison de 10,5° par rapport à l'écliptique.

## Compléments